# Rosalinda Domínguez Flores
Rosalinda Domínguez Flores (Santo Domingo Petapa, Oaxaca, 6 de septiembre de 1970) es una política mexicana, miembro del partido Movimiento Regeneración Nacional (Morena). Ha sido diputada al Congreso de Oaxaca y es diputada federal desde 2018.

## Biografía
Tiene estudios truncos de Licenciatura en Informática en el Instituto Tecnológico del Istmo. Se ha dedicado al comercio, llegando a ser presidenta del Comité de Comerciantes del Mercado 12 de Octubre en Matías Romero, Oaxaca.
Miembro inicial del Partido de la Revolución Democrática (PRD), en las elecciones de 2006 fue coordinadora de la campaña presidencial de Andrés Manuel López Obrador y en las elecciones de 2007 del candidato del PRD a presidente municipal. 
En el proceso electoral de 2010 es postulada candidata de la coalición Unidos por la Paz y el Progreso por el distrito 24 local, resultando elegida a la LXI Legislatura del Congreso del Estado de Oaxaca de 2010 a 2013, integrando el grupo parlamentario del PRD y siendo presidenta de la comisión de Vialidad y Transporte; e integrante de las comisiones de Salud; y, de Presupuesto y de Hacienda.
En 2012 fue por primera ocasión candidata a diputada federal sin lograr ser elegida al cargo. Renunció al PRD y se unió a Morena en 2014, partido que la postuló nuevamente a diputada federal por el Distrito 7 de Oaxaca; quedó en tercer lugar de las preferencias electorales con el 12.19% de los votos. En 2018 fue nuevamente candidata por el Distrito 7, esta vez por la coalición Juntos Haremos Historia, logrando el triunfo para la LXIV Legislatura del Congreso de la Unión de México de dicho año a 2021. En esta legislatura fue miembro del grupo parlamentario de Morena y ocupó los cargos de secretaria de la comisión de Infraestructura.; e integrante de las comisiones de Comunicaciones y Transportes; y, de Hacienda y Crédito Público.
En 2021 fue reelegida al cargo de diputada federal, pero no por distrito uninominal sino por el principio de Representación proporcional; integrando la LXV Legislatura que concluirá en 2024. En esta segunda legislatura es secretaria de las comisiones de Infraestructura; y, de Vivienda; así como integrante de las comisiones de Hacienda y Crédito Público; y, de Comunicaciones y Transportes.